# نقع (روستا)
 نقع  (در عربی:  النَقَع )
نام روستایی در دهستان المَذبَح از توابع استان لَحِج در کشور یمن در شبه جزیره عربستان است.

## جمعیت
جمعیت آن (۶۰) نفر (۷ خانوار) می‌باشد.